# Nikos & Sōkratīs Erīmīs
Il Nikos & Sokratis Erimis è stata una società calcistica con sede a Erimi nell'isola di Cipro.

## Stadio
Il club gioca le gare casalinghe allo stadio Koinotiko Stadio Erimis che ha una capacità di 950 posti a sedere.